# الشبكة الاجتماعية الافتراضية
الشبكة الاجتماعية الافتراضية (بالإنجليزية: Social VPN) هي شبكة افتراضية خاصة (VPN) تُنشأ تلقائيًا بين الأفراد (الأقران)، اعتمادًا على العلاقات التي تربطهم عبر خدمات شبكات التواصل الاجتماعي.
تهدف هذه الشبكة إلى توفير اتصال نظير إلى نظير (P2P) بين المستخدم وأصدقائه بطريقة سهلة الإعداد، تُخفي عن المستخدم التعقيدات المرتبطة بتهيئة وصيانة أنفاق VPN مشفّرة ومؤمّنة من الطرف إلى الطرف (end-to-end).

## البنية المعمارية
تعتمد بنية الشبكة الافتراضية الخاصة الاجتماعية على عنصرين رئيسيين:
- بنية تحتية مركزية، حيث:
  - يُجري المستخدمون عمليات المصادقة (تسجيل الدخول والتحقق من الهوية)،
  - يكتشفون أصدقاءهم،
  - يتبادلون المفاتيح العامة الشفرية فيما بينهم.

- تراكب نظير إلى نظير (P2P Overlay):
  - يُستخدم لتوجيه الرسائل المشفّرة بين نقاط نهاية الشبكة (Endpoints).

هذا التصميم يُمكّن أي منظمة من إنشاء اتصالات موجهة بين فروعها المختلفة، أو مع منظمات أخرى، عبر الإنترنت. ويُعد الاتصال عبر الإنترنت في هذه الحالة بمثابة وصلة شبكة واسعة مخصصة منطقياً، رغم أنه يمر عبر البنية العامة للإنترنت.

### التقاط الرُزم وحقنها
تستعين الشبكة الخاصة الاجتماعية بواجهةٍ شبكيةٍ وهميةٍ (مثل جهاز «تون» و«تاب» في أنظمة الحاسوب) لأخذ الرُزم التي تخرج من الحاسوب أو ترد إليه.
فإذا التُقطت الرُزمة:
1. أُجريت عليها عملية التشفير لحفظ السرّ.
2. ثم جُعلت في غلافٍ جديدٍ يصلح للعبور عبر الشبكة الفوقية.
3. ثم سارت تلك الرُزمة في طريقٍ مرسومٍ حتى تصل إلى طالبها.

{\displaystyle {\text{IP Packet}}_{\text{host}}\xrightarrow {\text{Capture}} \xrightarrow {\text{Encrypt}} \xrightarrow {\text{Encapsulate}} \xrightarrow {\text{Overlay}} {\text{Destination}}}

### الأمان
تعتمد هذه الشبكة على الصحبة في المجتمعات الشبكية، فتأخذ من كل صديق مفتاحه العلني، وتخبره بعنوانها، فيعلم كيف يصل إليها.
فإذا أراد اثنان أن يتحادثا في أمان:
- أخذ أحدهما مفتاح صاحبه العلني، فشفّر به مفتاحًا مشتركًا بينهما.
- ثم أرسل إليه ذلك المفتاح في صيغة لا تُفتح إلا بمفتاحه السريّ.

{\displaystyle {\text{A → B: }}{\text{Encrypt}}_{{\text{Public}}_{B}}({\text{Key}}_{AB})\rightarrow {\text{Key}}_{AB}}
ويُستعمل هذا المفتاح المشترك بعد ذلك ليجري الحديث بينهما في طيّ الكتمان، لا يطّلع عليه غيرهما.

### التوجيه
أما مسير الرُزم في هذه الشبكة فليس عبر طريقٍ واحدٍ ثابت، بل هي تسلك درب النظير إلى النظير، حيث يمرّ كل شيء من جار إلى جار حتى يبلغ مقصدَه.
ويُستعان في ذلك بنظامٍ منظوم، تُحمل فيه الرُزم في قوالب، ثم تُنقل من موضعٍ إلى آخر حتى تصل إلى مُرادها.
{\displaystyle {\text{IP Packet}}\rightarrow {\text{Overlay Msg}}\rightarrow {\text{Structured P2P Routing}}\rightarrow {\text{Destination Node}}}

### فضاء العناوين الخاصّة
تستعمل الشبكة الاجتماعية الخاصة توزيعًا متبدّلًا لعناوين الأجهزة، وترجمةً لهذه العناوين عند الحاجة، وذلك لتفادي التعارض بين العناوين الجديدة وتلك التي استعملتها الأجهزة سابقًا في شبكاتها الخاصة.
كما أنّ هذا النظام يجعل الشبكة قادرة على التوسّع، حتى تشمل أعدادًا عظيمة من المستخدمين، كما هو الشأن في المجتمعات الشبكية الكبرى، التي يُقدّر روّادها بعشرات الملايين.
غير أنّ الاتصال المباشر لا يكون إلا بين ذوي الصلة، أي الذين أنشأوا فيما بينهم علاقة صداقة أو معرفة في النظام.
{\displaystyle {\text{User}}_{i}\leftrightarrow \{{\text{User}}_{j}\in {\text{Friends}}(i)\}}

### التسمية
تأخذ الشبكة أسماء الأجهزة من الأسماء التي يستعملها الناس في مجتمعاتهم الشبكية، فتصيّرها أسماءً معرّفة لكلّ طرف.
ثم تُحوّل هذه الأسماء إلى عناوين خاصة في فضاء العناوين الوهمية، بواسطة خادمٍ محليّ يقوم مقام خادم الأسماء (DNS)، لكنّه يعمل في الخفاء داخل الجهاز نفسه.
{\displaystyle {\text{Name}}_{\text{Friend}}\xrightarrow {\text{Loopback DNS}} {\text{Private IP}}}

## نظم مشابهة
- نظام MIT المعروف بـ«معمارية الإنترنت غير المُدارة» يقدم بنية تحتية للتوجيه بين الأجهزة دون إعداد مُسبق، لكنه لا يستند إلى شبكات اجتماعية.

- فكرة «شبكة الأصدقاء» طُرحت في تدوينة سنة 2002، وتُشابه في بعض نواحيها هذا المفهوم.

- برنامج Hamachi يوفر شبكة خاصة بدون إعداد مسبق، لكنه يستخدم بنية أمان تختلف عن الشبكة الاجتماعية الخاصة.

## البرمجيات
يوجد تنفيذ مفتوح المصدر لهذا النوع من الشبكات، مبني على مجتمع فيسبوك الشبكي، وشبكة «برونِت» القائمة على علاقة النظير بالنظير.
وهو متاح لأنظمة وندوز ولينوكس، ومُرخّص برخصة MIT.
مزاياه: - يوفّر اتصالات مباشرة آمنة بين جهازين. - يتخطّى العقبات التي تضعها أجهزة التوجيه (NAT). - يُنشئ شبكة خاصة بين كل جهازين تربطهما صداقة عبر المجتمع الشبكي.
آلية الاتصال: 1. يُعلن كل جهاز عن عنوانه في شبكة النظير، ويشارك مفتاحه العلني. 2. يجمع كل طرف بيانات الطرف الآخر. 3. تُرسم خريطة بين عنوان الإنترنت والعنوان في الشبكة. 4. تُرسل الرُزم عبر النفق الشبكي المشفّر.
{\displaystyle {\text{IP}}_{A}\rightarrow {\text{NodeAddress}}_{A}\rightarrow {\text{P2P Tunnel}}\rightarrow {\text{NodeAddress}}_{B}\rightarrow {\text{IP}}_{B}}